# Щербань, Анатолий Михайлович
Анато́лий Миха́йлович Щерба́нь (1922, станция Ханжек, Макеевский район, Донбасс, УССР — 1985) — русский писатель, член Союза журналистов СССР, ветеран Великой Отечественной войны.

## Биография
Родился в 1922 году на Донбассе на станции Ханжек Макеевского района Сталинской области в семье рабочего-железнодорожника.
После окончания средней школы учился в Харьковском политехническом институте. В августе 1941 года со второго курса ушёл на фронт. Участвовал в боях на Южном фронте и под Сталинградом.
В марте 1943 года окончил ускоренный курс Ленинградского пехотного училища. Воевал в составе Воронежского и Первого Белорусского фронтов в должности командира минометной роты. Участвовал в боях за освобождение Полтавы, Миргорода, Бахмача, Ковеля, Бреста и польских городов Седлеца, Варшавы, Торуня, Быдгощи и Познани, во взятии Берлина. За ратные подвиги в годы Великой Отечественной войны награждён орденами и медалями.
По окончании войны Анатолий Щербань служил на территории Германии, охраняя демаркационную линию, разграничивающую советскую и американскую оккупационные зоны. События этого периода жизни Анатолия Щербаня легли в основу рукописи "Демаркационная линия", которую автор предпринимал попытки издать в Магаданском книжном издательстве, однако, из этого ничего не вышло. Книга была издана лишь после смерти писателя в московском издательстве.
С 1958 года жил в Магадане. Заочно окончил политехнический институт. Работал инженером-строителем. Здесь же Анатолий Михайлович дважды подавал документы для приема в члены Союза писателей СССР. На собрании Магаданской писательской организации в 1982 году из-за отсутствия рекомендаций его заявление не рассматривалось. А в 1984 году вопрос был решен положительно, документы отправлены в Москву, но решение принято не было.
Первая изданная в Магадане книга сборник фронтовых былей "Почта полевая". Печатался также в альманахе "На Севере Дальнем", областных газетах «Магаданская правда» и «Магаданский комсомолец», журналах «Знамя», «Наш современник».

## Произведения
- Почта полевая : фронтовые записки // На Севере Дальнем : литературно-художественный альманах. - 1972. - № 2. - С.
- Ездовой Цысь : рассказ // Уральский следопыт. - 1974. - № 1.
- Рассказ парторга : фронтовая быль // На Севере Дальнем : литературно-художественный альманах. - 1975. - № 1. - С.
- Почта полевая : фронтовые были. - Магадан : Магад. кн. изд-во, 1975. - 204, [3] с.
- Последние залпы // 1941-1945. Очерки о Великой Отечественной войне / составитель В. В. Катинов ; редактор Л. И. Стебакова. - Москва : Политиздат, 1975. - 688 с.
- Наш друг Конрад Вольф : [очерк] // На Севере Дальнем : литературно-художественный альманах. - 1978. - № 2. - С. 72-75
- После Победы : документальные повести. - Москва : ДОСААФ, 1981. - 126, [1] с.
- Демаркационная линия : из записок военного коменданта // На Севере Дальнем : литературно-художественный альманах. - 1984. - № 1. - С. 111-116
- Демаркационная линия : записки военного коменданта о работе советской комендатуры в небольшом немецком селении Фаулунген, расположенном вблизи демаркационной линии, отделявшей нашу зону от американской в первые послевоенные месяцы. - Москва : Совет. Россия, 1988. - 186, [1] с.